# Abarema alexandri
Abarema alexandri är en ärtväxtart som först beskrevs av Ignatz Urban, och fick sitt nu gällande namn av Rupert Charles Barneby och James Walter Grimes. Abarema alexandri ingår i släktet Abarema och familjen ärtväxter.

## Underarter
Arten delas in i följande underarter:
- A. a. alexandri
- A. a. troyana